# Ибрагимов, Эльхан (генерал)
Эльхан Паша оглу Ибрагимов (30.07.1969, г. Баку) — генерал-майор Вооружённых сил Азербайджана и участник Второй Карабахской войны.

## Биография
В 1976—1986 гг.. учился в средней школе № 167 г. Баку, которую окончил с отличием (с золотой медалью).
В 1986 году поступил в Азербайджанский государственный медицинский институт имени Н. Нариманова и окончил его в 1992 году по специальности «лечебное дело».
15.08.2022 г. Э. Ибрагимову было присвоено звание «Ветерана войны Азербайджанской Республики» и вручено соответствующее удостоверение.
Женат, имеет троих детей.

## Трудовая деятельность

### Специальная и военная служба
Э. Ибрагимову было присвоено воинское звание лейтенанта медицинской службы 15 ноября 2000 года. В том же году он приступил к службе в Поликлинике № 1 Медуправления МВД Дел Азербайджанской Республики, где проработал до 16 сентября 2003 года.
В 2003—2013 годах Э. Ибрагимов занимал должность председателя Военно-врачебной комиссии Главного управления Внутренних войск Азербайджанской Республики, с 6 декабря 2013 года по 12 марта 2020 года — должность замначальника Главмедуправления — начальника Центральной военно-врачебной комиссии Минобороны (председатель комиссии), а с 12 марта 2020 года — должность замначальника Главмедуправления Минобороны.
Распоряжением Президента Азербайджанской Республики № 2568 от 09.04.2021 года Э.Ибрагимову присвоено воинское звание «Генерал-майора медицинской службы».

### Участие во Второй Карабахской войне
Во время Второй Карабахской войны (10.06.2020-26.02.2021 гг.) Э.Ибрагимов руководил медицинской службой армии по организации своевременной эвакуации больных и раненых, оказанию первой медицинской помощи, в качестве начальника Главного медицинского управления.
Исполняющий обязанности Начмедслужбы Э.Ибрагимов в своём репортаже предоставил Информагентству «АЗЕРТАДЖ» от 06.01.2021 г. детализированную информацию об организации медицинских служб ВС в военно-полевых условиях, а также освятил работу Военно-реабилитационного центра.

### Увольнение из Вооружённых сил
Распоряжением Президента Азербайджанской Республики № 3992 от 27.07.2023 Э. Ибрагимов освобожден от должности замначальника Медслужбы ВС Азербайджанской Республики, с сохранением права на ношение военной формы, и уволен из действующей военной службы в Вооружённых силах на основании статьи 41.0.2 (в силу возраста) Закона «О военной должности и военной службе».

## Награды

### Награды от Президента Азербайджанской Республики
- Распоряжением Президента № 1387 от 09.03.2011 г. награждён Медалью «За военные заслуги»[5];
- Указом Президента № 1291 от 24.07.2015 г. награждён почетным званием «Заслуженный врач»[6];
- Указом Президента № 2348 от 15.12.2020 г. награждён орденом «За заслуги перед Отечеством» III степени[7][8].

### Награды от МВД Азербайджанской Республики
- Приказом МВД от 07.03.2005 г. награждён от имени Президента Азербайджанской Республики Медалью «За отличие в военной службе» 3-й степени;
- Приказом МВД дел от 29.06.2011 г. награждён Медалью «За безупречную службу» III степени;
- Приказом МВД от 05.11.2013 г. награждён Юбилейной медалью «95-летие Вооруженных Сил Азербайджанской Республики (1918—2013)»

### Награды от Минобороны Азербайджанской Республики
- Приказом Минобороны от 25.06.2016 г. награждён Медалью «За безупречную службу» II степени ;
- Приказом Минобороны от 26.06.2016 г. награждён Медалью «За отличие в воинской службе» II степени ;
- Приказом Министра обороны от 26.06.2018 г. награждён Медалью I степени «За отличие в воинской службе»;
- Приказом Минобороны от 26.06.2018 г. награждён Юбилейной медалью «100-летие Азербайджанской Армии (1918—2018)»;
- Приказом Минобороны от 26.06.2021 г. награждён Медалью «За безупречную службу» I степени;
- Награждён также почетной грамотой Минобороны в 2021 г. «За эффективное сотрудничество Аппарата Уполномоченного по правам человека (омбудсмена) и Министерства обороны»[9].